# دايفيد ليفي
دايفيد ليفي (بالإنجليزية: David Levi)‏ هو موسيقي وممثل أمريكي، ولد في 13 نوفمبر 1994 بنيويورك في الولايات المتحدة.

## وصلات خارجية
- دايفيد ليفي على موقع IMDb (الإنجليزية)
- دايفيد ليفي على موقع أول موفي (الإنجليزية)
- دايفيد ليفي على موقع قاعدة بيانات الفيلم (الإنجليزية)